# Benneparthi, Gudibanda
Benneparthi là một làng thuộc tehsil Gudibanda, huyện Kolar, bang Karnataka, Ấn Độ.
Beechaganahally (8 KM), Gantamvarapalli. (8 km), Kothakote (9 km), TB Cross (9 km), G. Kothur (9 km) là các Làng gần Benneparthi. Benneparthi được bao quanh bởi Chilamathur Taluk về phía Bắc, Bagepalli Taluk về phía Đông, Lepakshi Taluk về phía Tây, Gauribidanur Taluk về phía Tây. Hindupur, Chikkaballapur, Sidlaghatta, Vijayapura là những thành phố gần Benneparthi.
Địa điểm này nằm ở biên giới của Quận Chikballapur và Quận Anantapur. Quận Anantapur Lepakshi ở phía tây về phía nơi này. Nó nằm gần Biên giới Bang Andhra Pradesh